# Le Sélect (cinéma)
Cet article concerne la salle de cinéma située à Verviers. Pour la brasserie parisienne, voir Le Sélect.
Pour les articles homonymes, voir Select.
Le Sélect est une salle de cinéma située à Verviers, au no 16 de la place du Martyr, inaugurée le 6 septembre 1913.
Le Sélect dut fermer ses portes en décembre 1977 car le bâtiment ne correspondait plus aux normes de sécurité en cas d’incendie.

## Les débuts du cinéma à Verviers
Le 22 juillet 1896, les Verviétois découvrent pour la première fois une projection cinématographique. Cette séance a lieu au Globe, situé rue du Collège. La presse va faire la promotion de cet événement et de nombreuses publicités sont diffusées. L’événement va connaitre un succès extraordinaire, les projections s’enchaînent chaque jour et drainent toujours plus de spectateurs. Des exploitants de cinématographe s’arrêtent régulièrement à Verviers pour proposer leurs films. Au fur et à mesure, des salles sont dédiées à la projection et possèdent leur propre matériel fixe. À cette époque, on assiste à une éclosion de cinémas dans le centre-ville de Verviers comme dans la plupart des grandes cités.
Quelques noms de cinémas verviétois qui sont créés au début du XXe siècle : Le Pathé, Le Manège, Le Centre, Le Riff, Le Palace, Le Marivaux, Le Louvre, Le Coliséum, , etc.

### Historique du bâtiment

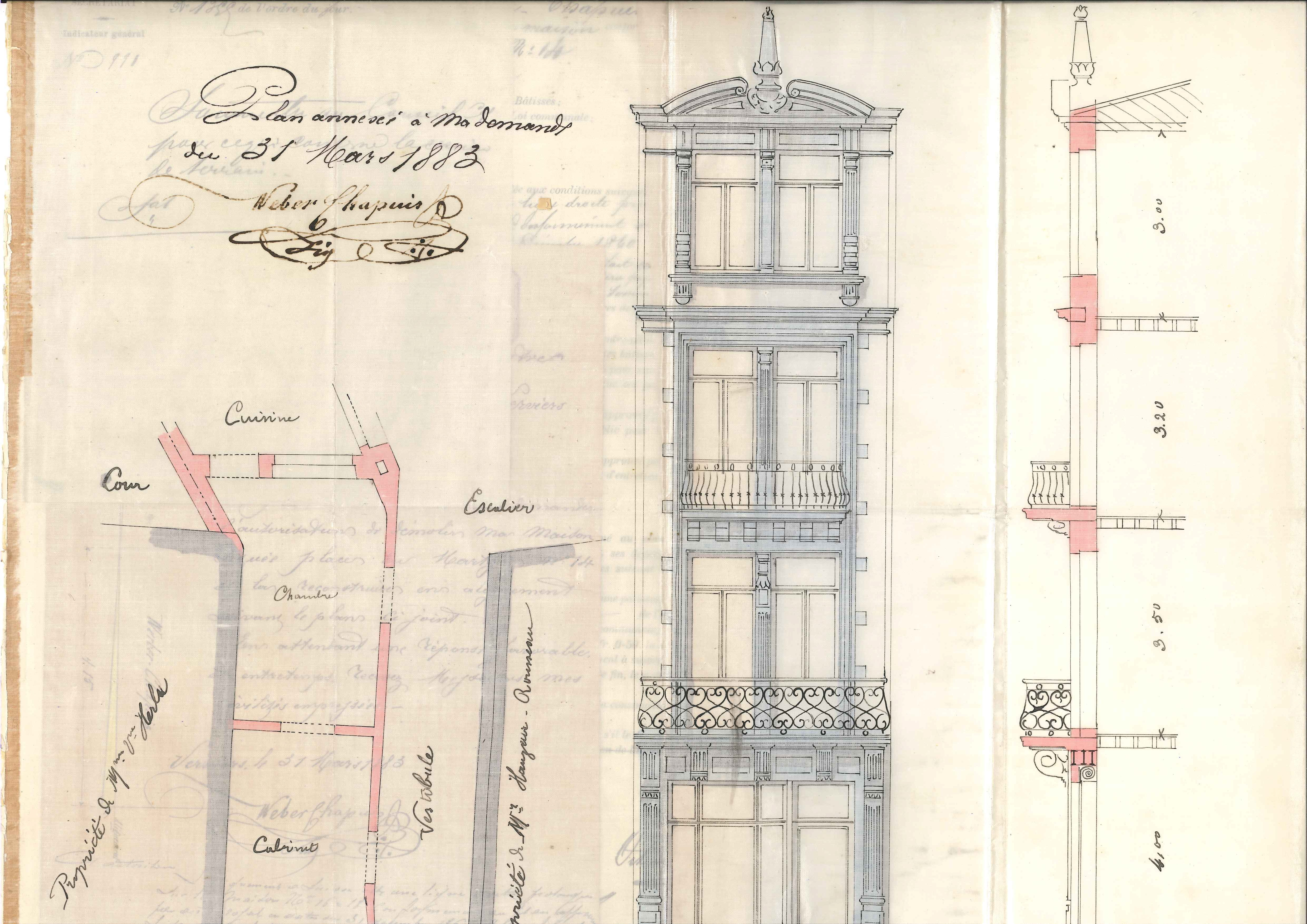
Bâtiment et façade du no 16 Place du Martyr, Verviers, 1883

En juin 1883, une demande est introduite à la ville de Verviers, par Weber et Lahaye, afin de détruire l’ancien bâtiment se trouvant au no 16 de la Place du Martyr en vue de reconstruire une nouvelle habitation. À la fin du XIXe siècle, le bâtiment est donc une maison. L’habitation se présente sur quatre niveaux. La façade, très étroite, compte quatre mètres de largeur. Le rez-de-chaussée est pourvu d’une porte ainsi que d’une vitrine. Les étages sont chacun dotés de deux baies jumelées. Le premier et le deuxième étage possèdent un balcon reposant sur des consoles. L’ensemble est couronné d’un fronton en ailerons surmonté d’un amortissement. Les plans de l’époque, conservés aux archives de la Ville de Verviers, indiquent la présence d’un cabinet au rez-de-chaussée ce qui permet d’imaginer que le bâtiment était le siège d’une profession libérale.
L’habitation a ensuite été transformée en café, le Concert Molière mais aucune demande d’aménagement n’est conservée à la Ville de Verviers, les travaux ne devaient donc pas être d’une trop grande importance.
En août 1913, une nouvelle demande est introduite à la ville afin de transformer le bâtiment en une salle de cinéma : Le Sélect. Des travaux d’agrandissement à l’arrière ont également eu lieu afin d’accueillir les spectateurs et la scène. L’entrée dans le cinéma se faisait par la place du Martyr. La salle de projection se déployait sur deux étages. Au rez-de-chaussée on comptait 18 rangées de sièges qui permettaient à trois cents personnes de s’assoir face à la scène. Des sanitaires étaient aménagés à l’arrière de la salle. Deux escaliers permettaient d’accéder à l’étage : un situé à la gauche de la scène et l’autre à l’arrière de la salle. L’étage était composé d’un balcon avec vue sur la scène. Les spectateurs étaient installés sur 5 rangées de banquettes disposées en arc de cercle. De nouvelles sorties ont dû également être aménagées dans l’édifice afin de faciliter l’évacuation des personnes en cas d’incendie.

## Le Sélect

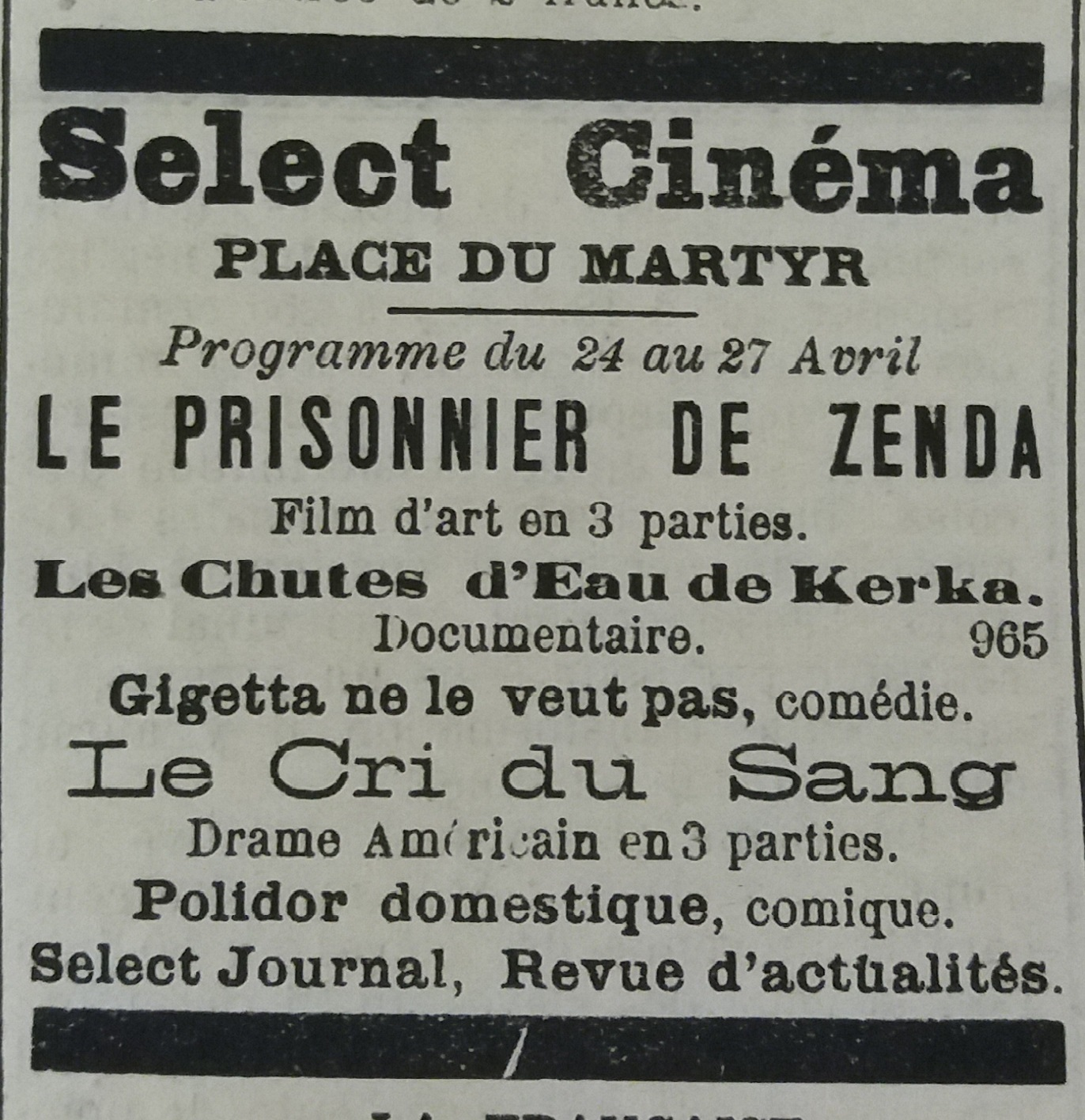
Publicité pour le Sélect dans la presse verviétoise

### Le Sélect avant la guerre 1914-1918
Avant l’installation du cinéma Le Sélect, le bâtiment situé au no 16 Place du Martyr, était occupé par un café qui possédait son propre orchestre : Le Concert Molière. Des bals et des opérettes y étaient organisés. En 1913, les nouveaux propriétaires, Weber et Lahaye, décident de rénover le rez-de-chaussée afin d’y installer une salle de cinéma. Ce fut la première salle de Verviers exclusivement dédiée à la projection de films. Chaque projection d’œuvre était accompagnée par un orchestre car les films étaient encore muets à l’époque. À partir de 1914, le cinéma décide de diffuser également des vues cinématographiques de Verviers ainsi que des actualités régionales : Le Sélect Journal. Chaque semaine, le cinéma faisait la promotion dans la presse Verviétoise, et notamment dans le journal L’Union Libérale, des films qu’il allait projeter.

### Le Sélect durant la guerre 1914- 1918 et l’entre-deux-guerres
Lorsque la guerre est déclarée en juillet 1914, le Select est contraint de fermer ses portes mais il peut reprendre son activité dès le début de l’année 1915 . Durant l’occupation, des films sont projetés chaque jour mais il est difficile de connaitre le programme des séances car la presse arrête toute activité et toute parution à cette époque. Le cinéma organise aussi des collectes destinées aux prisonniers de guerre, une partie des recettes de la salle est versée aux personnes les plus démunies.
En 1919, la direction du Select est reprise par Delhaye. Une représentation patriotique est donnée dans la salle en 1922 pour les soldats verviétois qui ont participé à la guerre. Un film patriotique La Libre Belgique est projeté lors d’une séance spéciale. La salle continue à diffuser de nombreux films et à être fortement fréquentée par la population verviétoise durant plusieurs années. Mais, petit à petit, le cinéma commence à ne plus attirer autant de monde que par le passé et ferme en 1929. En 1931, Le Sélect est acheté par Jemine et ouvre à nouveau ses portes. Au fil du temps, le cinéma changera de nombreuses fois de directeur. Les actualités y sont aussi projetées ainsi que des documentaires.

### Le Sélect durant la guerre 1940-1945
Peu de temps avant le début de la guerre, en décembre 1939, un film de propagande intitulé Belgique est projeté dans la salle. Lorsque la guerre est déclarée, Le Sélect est dans l’obligation de fermer ses portes en raison de l’invasion allemande. La salle rouvre le 31 mai 1940. À cette époque, on assiste à une véritable crise cinématographique qui touche de nombreuses salles de cinéma. Les spectateurs se font de moins en moins nombreux. La production de films est à l’arrêt, les directeurs de cinémas sont dans l’obligation de projeter des films à succès plus anciens . François Vliegen, le directeur du Sélect à l’époque, est arrêté, le 17 juillet 1943, à la suite d'une perquisition, en raison de ses actions de résistant. Durant sa déportation comme prisonnier politique en Allemagne, c’est son épouse qui prend la direction du cinéma.

### Le Sélect de 1945 à sa fermeture en 1977
En 1953, Van Thillo rachète Le Sélect et en devient le directeur. Il est également le gérant du Louvre, un autre cinéma important du centre-ville. Le 10 juin 1956, René Deheselle, un habitant de la région, envoie une lettre au bourgmestre de Verviers dans laquelle il se plaint du nombre réduit de sorties de secours que possède le cinéma. À la suite de cette réclamation, le Gouverneur de la Province ordonne la fermeture immédiate de la salle de projection car elle présente un danger trop important en cas d’incendie. Les travaux pour sécuriser Le Sélect commencent dès le 26 juin 1956. Le nombre de places assises doit être réduit en raison des nouveaux aménagements. Vers la fin des années 1960, le cinéma va se spécialiser dans les films érotiques jusqu’à sa fermeture en 1977. Il sera ensuite transformé en fast-food. L’ancien Sélect est aujourd’hui, et depuis 1995, une salle de concert spécialisée dans le rock et le blues : Le Spirit of 66.

### Bibliographie

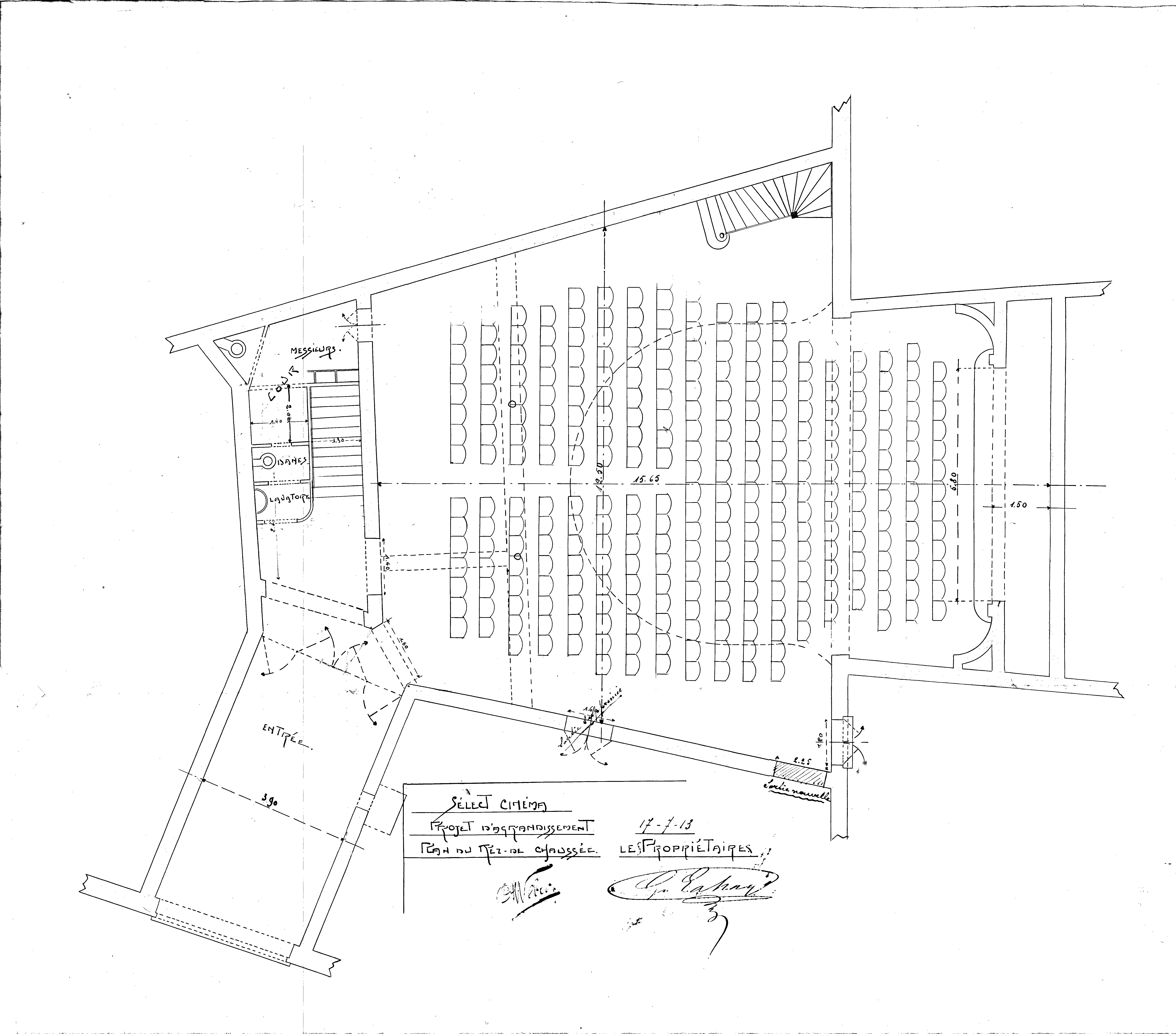
Plan de la salle du Sélect, rez-de-chaussée, Verviers, 1913.

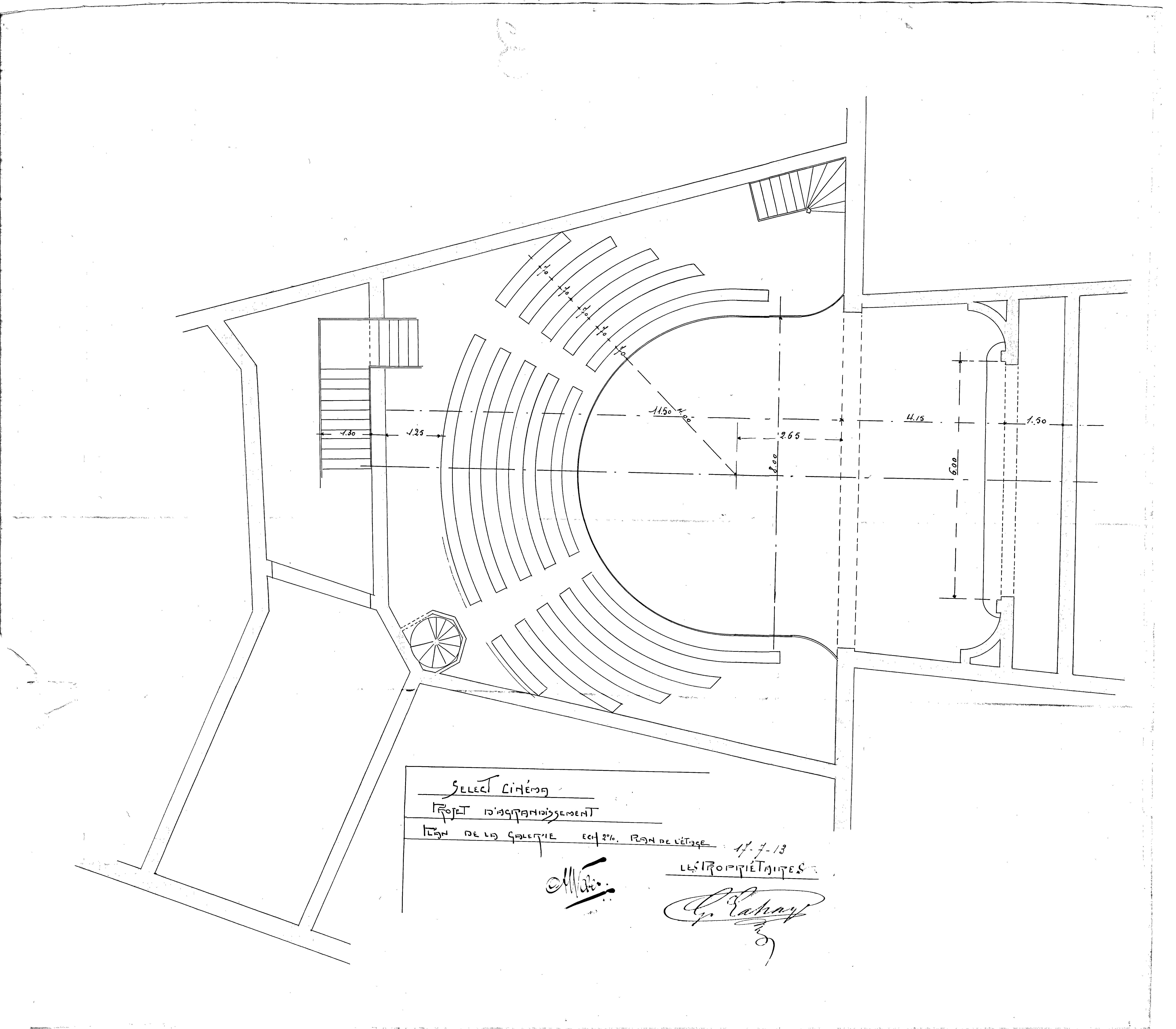
Plan de la salle du Sélect, premier étage, Verviers, 1913.